# Running Rings
Running Rings is een muziekalbum van Gold Frankincense & Disk Drive, een van de voorlopers van Parallel or 90 Degrees. Het album werd opgenomen in 1989 doch nooit uitgegeven: de heren waren bijna failliet.
Het album kreeg enige bekendheid toen het verscheen als bijlage op het muziekalbum More Exotic Ways to Die. Het is geleverd als mp3-bestand. Aangezien More Exotic Ways to Die niet meer leverbaar is, raakte Running Rings ook in de vergetelheid. Het album is wel als download-versie beschikbaar.

## Musici
- Andy Tillison – zang, keyboards
- Guy Manning – zang, gitaar
- rest onbekend

## Composities
Allen van Tillison:
- Gods of Convenience
- Eraser Head
- Kidstuff
- The Company Car
- Twisting the Knife Away
- Running Rings
- Impaled on Railing
- Last of the Summer Grind

Meegeperst zijn:
- The Last Turnoff
- The Ether Wet
- Sun of Gudbucket
- America